# Storfors församling
Storfors församling är en församling i Östra Värmlands kontrakt i Karlstads stift i Svenska kyrkan. Församlingen omfattar hela Storfors kommun i Värmlands län och utgör ett eget pastorat.

## Administrativ historik
Församlingen bildades 1960 genom en utbrytning ur Kroppa församling efter att tidigare varit ett kyrkobokföringsdistrikt i denna.
Församlingen var till 1962 annexförsamling i pastoratet Kroppa och Storfors för att därefter till 2002 utgöra ett eget pastorat. Församlingen var från 2002 till 2010 moderförsamling i pastoratet Storfors, Lungsund och Bjurtjärn. Församlingen införlivade 2010 Lungsunds församling och Bjurtjärns församling.

## Kyrkor
- Storfors kyrka
- Lungsunds kyrka
- Bjurtjärns kyrka